# Laser femtosekundowy
Laser femtosekundowy – laser generujący impulsy światła o czasie trwania od kilku do kilkudziesięciu femtosekund (1 femtosekunda to 10−15 sekund). We współczesnych laserach tego typu ośrodkiem czynnym jest często kryształ syntetycznego szafiru domieszkowanego tytanem (Ti:Al2O3) albo światłowód domieszkowany iterbem (lub innymi pierwiastkami ziem rzadkich, zob. np. wzmacniacz optyczny). Generacja tak krótkich impulsów światła jest możliwa dzięki zjawisku pasywnej lub aktywnej synchronizacji modów.
Inaczej niż laser pracy ciągłej, laser femtosekundowy ma szerokie widmo, tym szersze, im krótsze są emitowane przez niego impulsy. Poza tym, dzięki temu że energia emitowanego promieniowania skupiona jest w ultrakrótkim impulsie, nawet przy niewielkiej mocy średniej można osiągnąć bardzo dużą moc chwilową.
Laserom femtosekundowym zawdzięcza rozwój femtochemia (Nagroda Nobla z chemii w 1999), a także nowe metody w precyzyjnej spektroskopii laserowej (Nagroda Nobla z fizyki w 2005). Do innych zastosowań należą mikroskopia dwufotonowa, chirurgia oka czy obróbka materiałów w nanotechnologii.